# Ulrich Granzow
Ulrich Granzow (* 28. April 1952) ist ein ehemaliger deutscher Fußballtorwart.

## Karriere
Ulrich Granzow spielte bis 1970 bei der Spvg Steinhagen, von dort wechselte er zum DJK Gütersloh. Mit Gütersloh schaffte er den Sprung in die 2. Bundesliga. In der Saison 1974/75, sowie in der Saison 1975/76 machte er jeweils 38 Spiele, in der zweiten Saison wurde Granzow mit seinen Mannschaftskollegen Vorletzter und stieg ab. Granzow wechselte zu Rot-Weiss Essen in die Bundesliga. In Essen absolvierte er acht Partien, in denen er 24 Gegentreffer kassierte, Tiefpunkt war das 1:7 gegen den 1. FC Kaiserslautern. Essen stieg zum Saisonende ab und Granzow ging. Später spielte er nochmal für seinen ehemaligen Verein DJK Gütersloh. Von 1978 bis 1985 spielte er für den DJK-Nachfolger FC Gütersloh. Mit den Güterslohern wurde er in der Saison 1983/84 Meister der Oberliga Westfalen, scheiterte aber in der Aufstiegsrunde zur 2. Bundesliga.